# Нона Мордюкова
Вижте пояснителната страница за други личности с името Нона.
Нона Викторовна Мордюкова (на руски: Но́нна (Ноябри́на) Ви́кторовна Мордюко́ва) е съветска и руска киноактриса, кубанска казачка, лауреат на Сталинска награда (1949), Народен артист на СССР (1974).

## Филмография
- 1948 – Молодая гвардия – Ульяна Громова
- 1952 – Возвращение Василия Бортникова – Огородникова Настя
- 1953 – Калиновая роща – Надежда Романюк
- 1955 – Чужая родня – Стеша Ряшкина
- 1957 – Екатерина Воронина – Дуся Ошуркова, крановщица
- 1958 – Добровольцы – метростроевка
- 1959 – Ванька – жена Аляхина
- 1959 – Всичко започва в началото на пътя – Даша
- 1959 – Бащин дом – Степанида
- 1959 – Навъсено утро – Матрёна
- 1960 – Простая история – Саша Потапова
- 1960 – Секретарь обкома – Наталья Фадеевна
- 1962 – Павлуха – Наталья
- 1964 – Женитьба Бальзаминова – Белотелова
- 1964 – Председатель – Доня Трубникова
- 1965 – Тридцать три – Галина Петровна Пристяжнюк, начальник Облздравотдела
- 1965 – 1967 – Война и мир – Анисья Фёдоровна
- 1966 – Дядюшкин сон – Софья Петровна Карпухина
- 1967 – Комиссар – Клавдия Вавилова
- 1968 – Диамантената ръка – управдом Варвара Сергеевна Плющ
- 1968 – Журавушка – птичница Глафира Огрехова
- 1969 – Гори, гори, моя звезда – Мадам
- 1970 – Баллада о Беринге и его друзьях – императрица Анна Иоанновна
- 1970 – Случай с Полыниным – Дуся Кузьмичёва
- 1971 – Молодые – Дарья Васильевна
- 1971 – Русское поле – Федосья Угрюмова
- 1973 – Возврата нет – донская казачка Антонина Каширина
- 1973 – Два дня тревоги – Мавра Григорьевна
- 1973 – Завтра будет поздно – Кузюрка
- 1974 – Лев Гурыч Синичкин – стареющая примадонна Раиса Сурмилова
- 1975 – Они сражались за Родину – Наталья Степановна
- 1975 – Семья Ивановых – Мария Петровна Иванова
- 1977 – Инкогнито из Петербурга – Анна Андреевна
- 1977 – Трясина („Нетипичная история“) – Матрёна Быстрова
- 1979 – Верой и правдой – тётя Паня
- 1981 – Родня – Мария Коновалова
- 1982 – Вокзал для двоих – „дядя“ Миша
- 1982 – Этюд для домино с роялем
- 1986 – От зарплаты до зарплаты – Плисова
- 1987 – Ссуда на брак – Татьяна Ивановна
- 1988 – Запретная зона – Авдотьина
- 1989 – Зима в раю
- 1991 – Бегущая мишень – баба Зина
- 1992 – Луна-парк – тётка Алёны
- 1995 – Ширли-мырли – работница ЗАГСа
- 1999 – Мама – мама Полина
- 2000 – Нет смерти для меня